# Thryssa kammalensoides
Thryssa kammalensoides is een straalvinnige vis uit de familie van de ansjovissen (Engraulidae) en behoort derhalve tot de orde van haringachtigen (Clupeiformes). De vis kan een lengte bereiken van 11 cm. 

## Leefomgeving
De soort komt uitsluitend voor in brak water. De vis prefereert een tropisch klimaat. 

## Relatie tot de mens
In de hengelsport wordt er weinig op de vis gejaagd. 